# Joseph Badeaux
Pour les articles homonymes, voir Badeaux.
Joseph Badeaux (25 septembre 1777 - 12 septembre 1835) était le fils de Jean-Baptiste Badeaux et, en 1792, il a commencé un stage comme notaire. Son cabinet, il le partagea avec son frère Antoine-Isidore, qui, comme leur père, était de la profession notariale. Il commença sa pratique en 1798, et il sa réussite fut si rapide que Joseph commença à occuper une place importante dans sa ville natale de Trois-Rivières et dans la milice. Il a été capitaine durant la guerre de 1812 et atteint le grade de major en 1822.
Il a également été actif en politique et a servi un certain nombre de termes comme un député de la Chambre d'assemblée du Bas-Canada à compter de 1808.
Sa deuxième femme, Geneviève, était la fille du juge Michel-Amable Berthelot Dartigny.